# Аврам Гачев
Аврам Петков Гачев е български политик, местен деец на Българската работническа социалдемократическа партия, по-късно на Работническата партия.

## Биография
Роден е в Габрово на 28 март 1871 г. Неговият баща Петко Гачев е сподвижник на водача на Априлското въстание в Габрово Цанко Дюстабанов, след Освобождението три пъти е избиран за кмет на Габрово. Завършва търговска гимназия в Свищов, където се запознава със социалистическите идеи. В 1897 г. е избран за делегат на IV Обединителен конгрес на БРСДП в Казанлък. В Хасково слага началото на младежки социалистически кръжок. Един от членовете на кръжока е Ана Маймункова, за която той става първи учител по социализъм.
Съпругата му Славка (1878 – 1965) е също активен член на БРСДП и РП, учителка. Имат три деца – Петко, Радка и Веса.
Уволняван често от различните длъжности, които заема в държавния апарат и частни фирми, той е принуден да се мести от град на град – Габрово, Хасково, Севлиево, Добрич, Балчик. В 1913 година Гачев със семейството си се установява окончателно във Варна.
В периода 1927 – 1940 г. е сред ръководителите на Работническата партия, член на ЦК на партията. Във Варна е избиран непрекъснато за общински и окръжен съветник, член на училищното настоятелство. Той организира работническото движение и използва заседанията на общинския съвет като трибуна за социалистическа пропаганда.
През 1940 г. е избран за народен представител на XXV обикновено народно събрание от Варна.
Участва в спасяването на евреите в България.
След касиране на работническите депутати през 1941 г. Гачев е изпратен в концентрационен лагер Гонда Вода, Асеновградско, където се разболява и на 9 октомври умира в пловдивска болница.
Тленните останки на Гачев са в погребани в Пантеона в Морската градина на Варна. Между 1960 и 1991 г. оживената улица във Варна от централния площад „Независимост“ до ЖП гарата (сега ул. „Цар Симеон I“) носи неговото име, а на булевард „Георги Димитров“ (сега „Сливница“) е има поставен негов бюст. Улица на негово име има и в Габрово.

## Архивни материали
Малко архивни материали са запазени от дейността на Гачев, тъй като неговият дом е обискиран многократно и всичко подозрително е унищожавано. Материали от биографичен характер са на разположение в Държавния архив Варна и в богатия семеен архив, поддържан от внуците на Гачев.